# (38009) 1998 KV50
1998 KV50 (asteroide 38009) é um asteroide da cintura principal. Possui uma excentricidade de 0.15360590 e uma inclinação de 13.01235º.
Este asteroide foi descoberto no dia 23 de maio de 1998 por LINEAR em Socorro.